# Casa trifamiliare Via San Gottardo 64
Die Casa trifamiliare ist ein Mehrfamilienhaus in Bellinzona und wurde 1972 nach Plänen des Tessiner Architekten Roberto Bianconi errichtet.

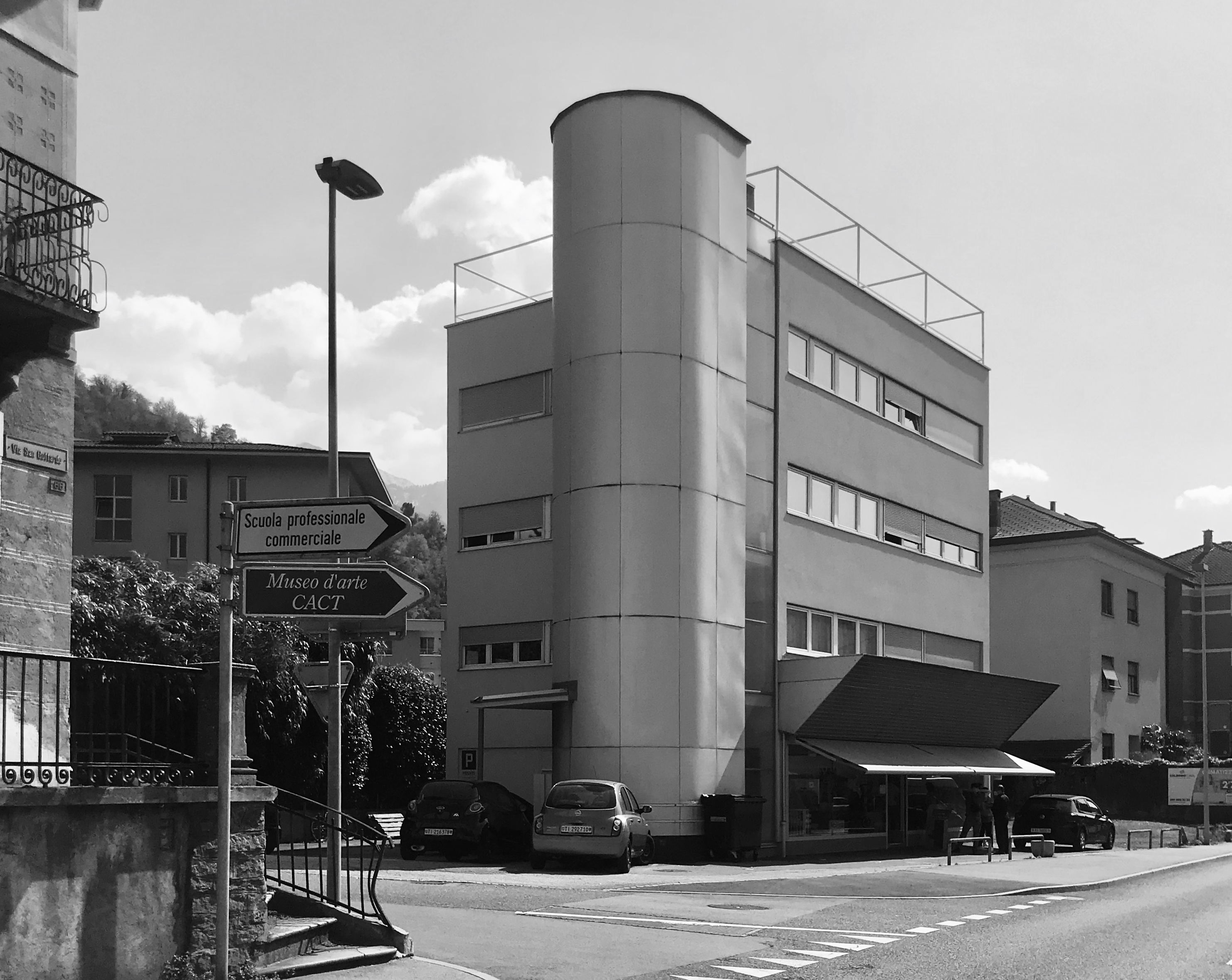
Hauptfassade

## Lage
Die Casa trifamiliare steht in der Via San Gottardo 64 in Bellinzona.

## Geschichte
Die Bauzeit war von 1971 bis 1972. Es ist ein Schlüsselbau der Tessiner Schule, die Personen wie Luigi Snozzi, Mario Botta, Aurelio Galfetti, Livio Vacchini oder Giancarlo Durisch mitgeprägt haben.

## Architektur

### Sonderelemente
Das Haus hat ein quaderfömiges Volumen mit zwei seitlichen Zylindern. Ein Zylinder beinhaltet die Nutzung der Erschliessung, der zweite die Balkone, die über einen kurzen Steg mit dem Gebäude verbunden sind. Im Grundriss zeigen die Balkone einen schräg abgeschnittenen Halbkreis. Ausgerichtet ist der Balkon nach Süden und ist zum Strassenlärm geschlossen. Dasselbe Prinzip wie bei den Balkonen mit ihrem kurzen Steg wird beim Treppenturm im Sinne eines verglasten Korridors wiederholt.

### Wohngeschosse
Auf jeder Etage befindet sich eine Wohnung. Der Wohngrundriss ist diagonal in einen Tag- und Nachtbereich gegliedert, dies ermöglicht beim Eintritt in die Wohnung das Erfassen der Gebäudegrösse. Das Bandfenster, ein Merkmal von Le Corbusiers Fünf Punkten zu einer neuen Architektur, wird durch jeweils einer Stütze in den Ecken und zwei Stützen im Zentrum ermöglicht. Corbusiers 5 Punkte zu einer neuen Architektur werden von Bianconi in seinem Bau respektiert.

### Erdgeschoss
Das Erdgeschoss wird von einem Laden genutzt, der sich gegenüber den Wohnebenen durch sein dreieckiges Vordach aus profiliertem Blech abgrenzt. Das Geschäft setzt sich dazu durch seine Schaufenster, die durch das Stützen-Platten-Konzept ermöglicht werden, von der darüber liegenden privaten Zone ab. In den Ecken des Grundrisses befindet sich jeweils eine Stütze.

### Dachterrasse
Eine filigrane Stahlkonstruktion, die das Volumen des Hauses vollendet, markiert den Dachabschluss und somit die Dachterrasse.

## Kulturgut
Das Dreifamilienhaus ist ein Kulturgut von kantonaler Bedeutung und ist in der Liste der Kulturgüter von Bellinzona eingetragen.